# Duško Pavasovič
Duško Pavasovič est un joueur d'échecs slovène né le 15 octobre 1976 à Split. Grand maître international depuis 1999, il a remporté trois fois le championnat de Slovénie : en 1999, 2006 et 2007 (mémorial Milan Vidmar). 
Au 1er mai 2018, il est le cinquième joueur slovène avec un classement Elo de 2 540 points.

## Championnats d'Europe
En 2007, il finit 1er ex æquo (avec six autres joueurs) du championnat d'Europe d'échecs individuel à dresde avec la meilleure performance Elo de la compétition (2 765 points). Après les matchs de classement, il termina quatrième.

## Coupes du monde
Lors de la Coupe du monde d'échecs 2007, Duško Pavasovič fut éliminé au deuxième tour par Peter Svidler après avoir battu Alexander Shabalov au premier tour.
Lors de la Coupe du monde d'échecs 2009, il fut éliminé au premier tour par Judit Polgar.

## Compétitions par équipe
Duško Pavasovič a représenté la Slovénie lors de 7 olympiades de 1998 à 2007 marquant plus de 59 % des points, ainsi qu'à neuf championnats d'Europe par équipe de 1997 à 2017, l'équipe de Slovénie finissant à la quatrième place en 2003 et cinquième en 2001.